# Castello di Glanegg
Il castello di Glanegg (Schloss Glanegg in tedesco) si trova nell'omonima frazione del comune austriaco di Grödig nel Distretto di Salzburg-Umgebung appartenente al Land Salisburghese e la sua storia comincia nel XIV secolo.

## Storia

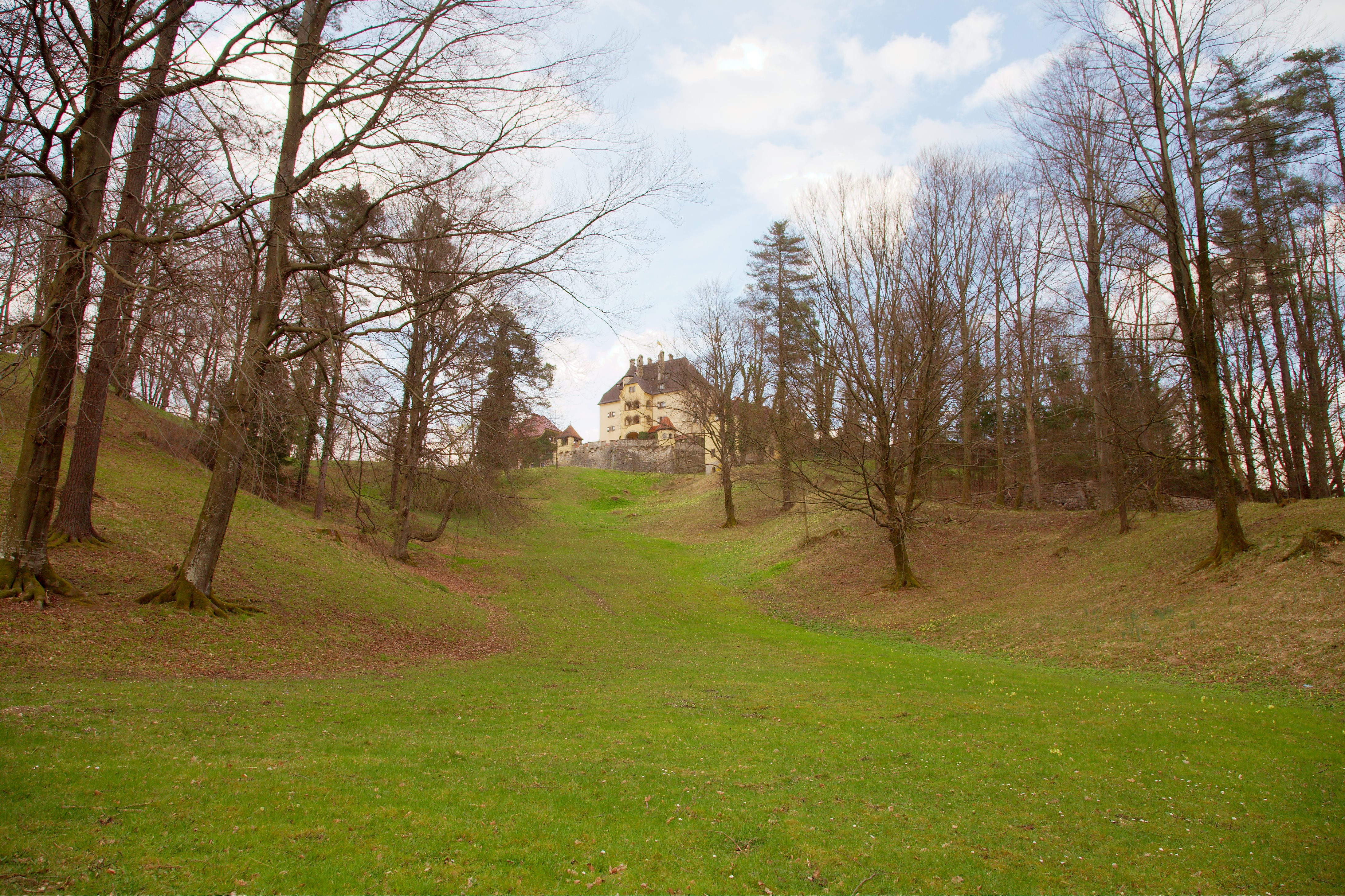
Il castello di Glanegg posto sulla collina che domina il territorio circostante all'interno del suo parco

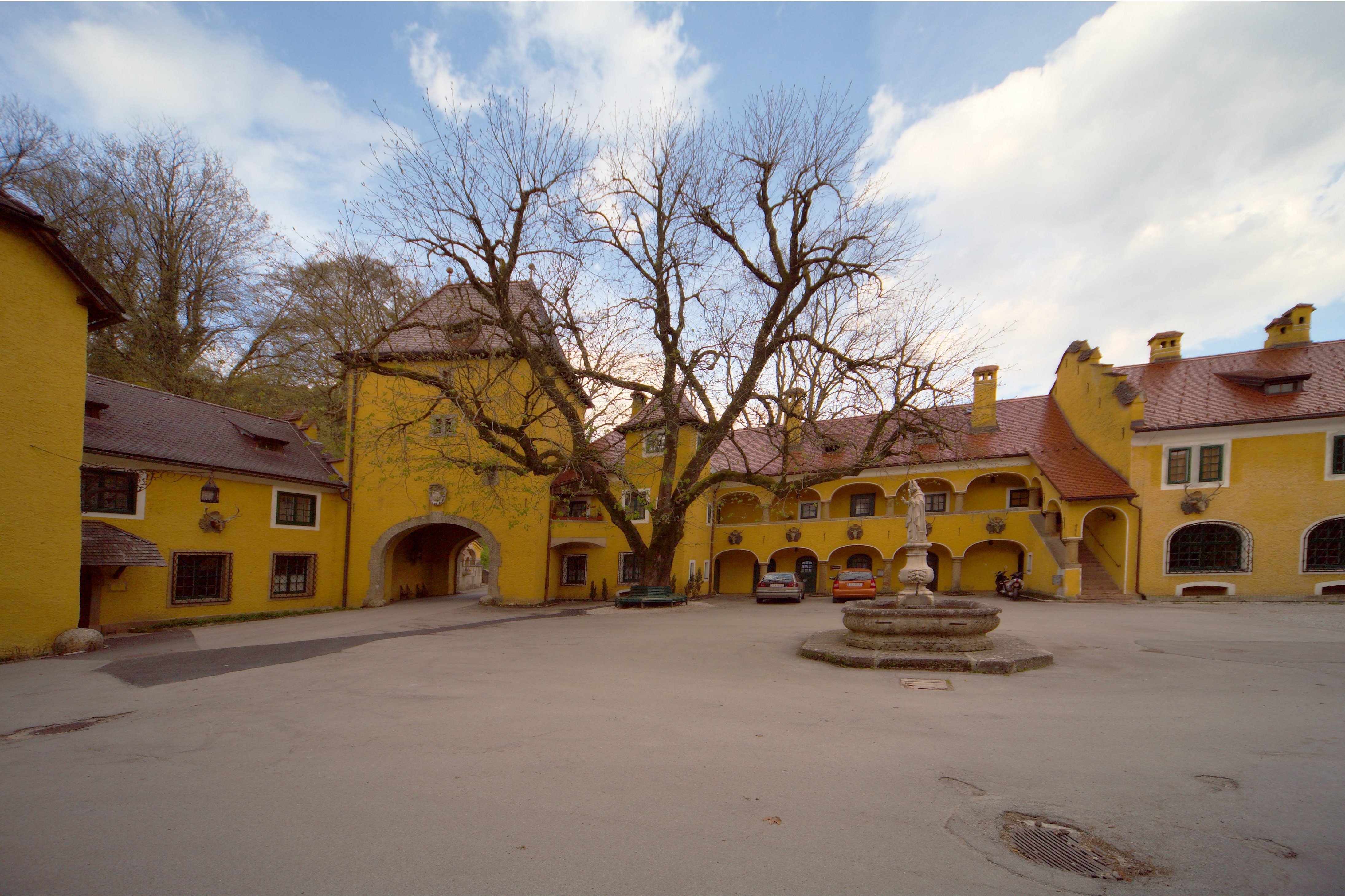
Grande cortile con fontana sulla quale si trova la statua marmorea raffigurante San Ruperto

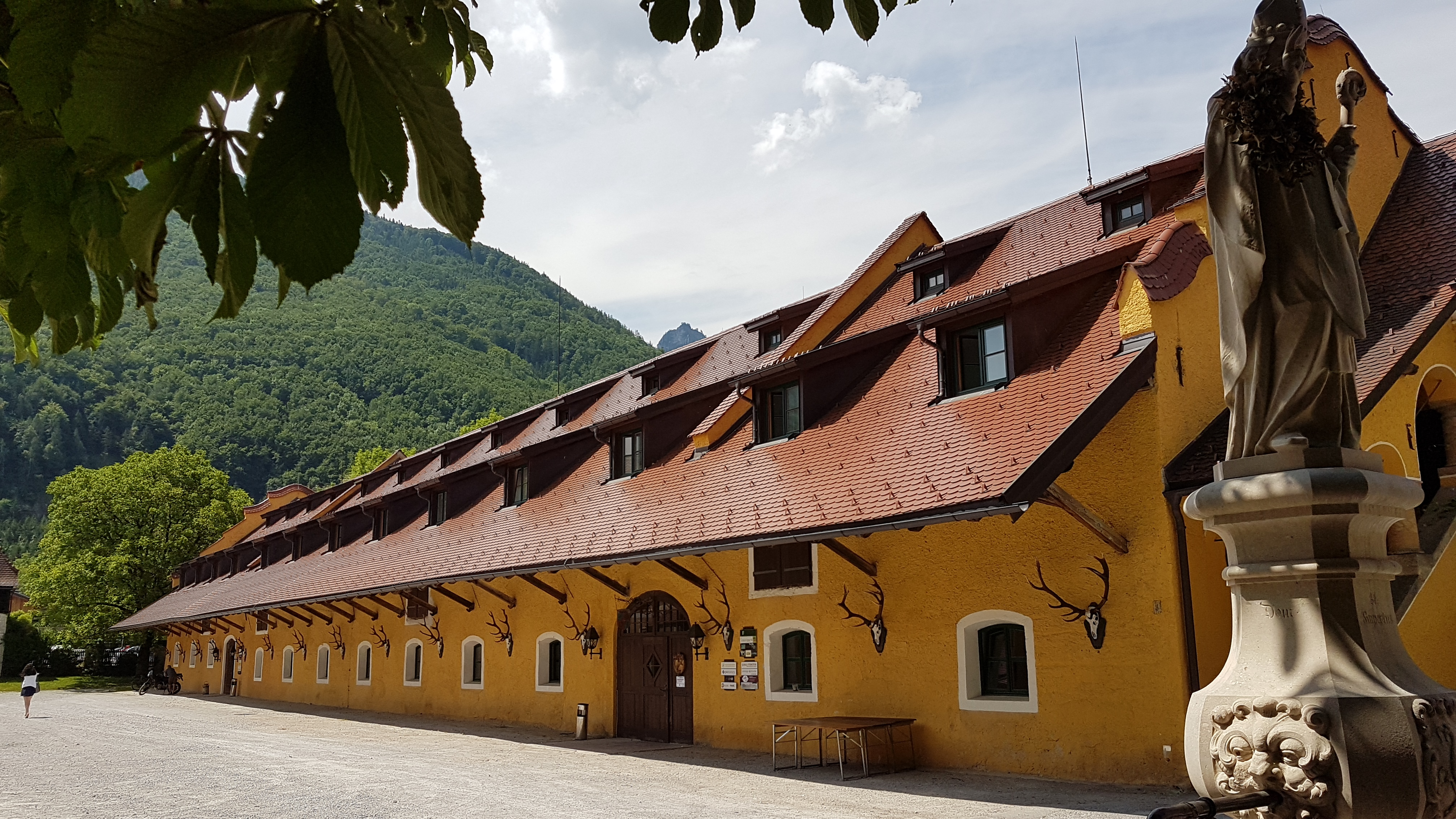
Edifici della fattoria agricola del castello su un lato del cortile

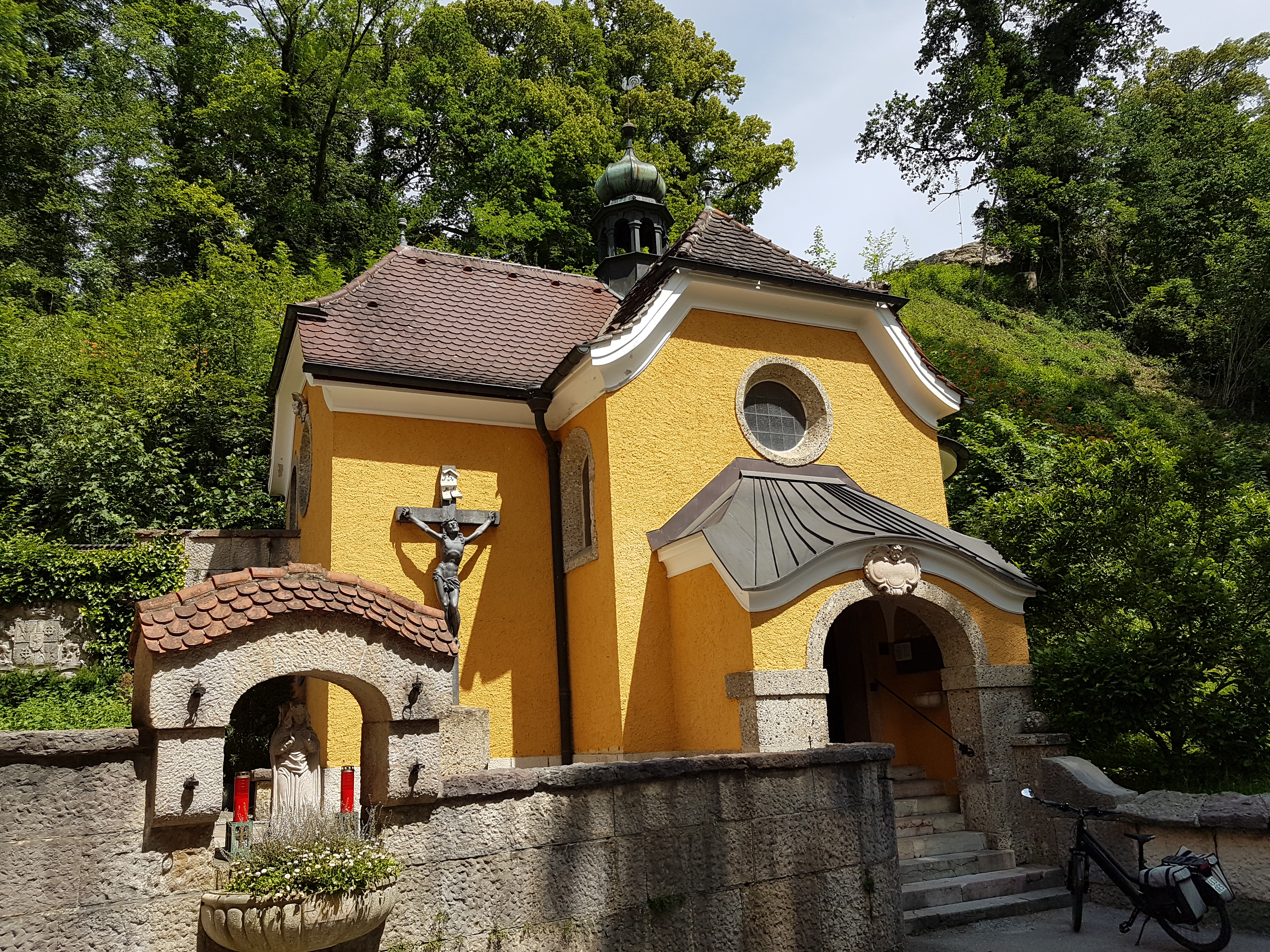
Cappella gentilizia posta ai piedi della collina del castello

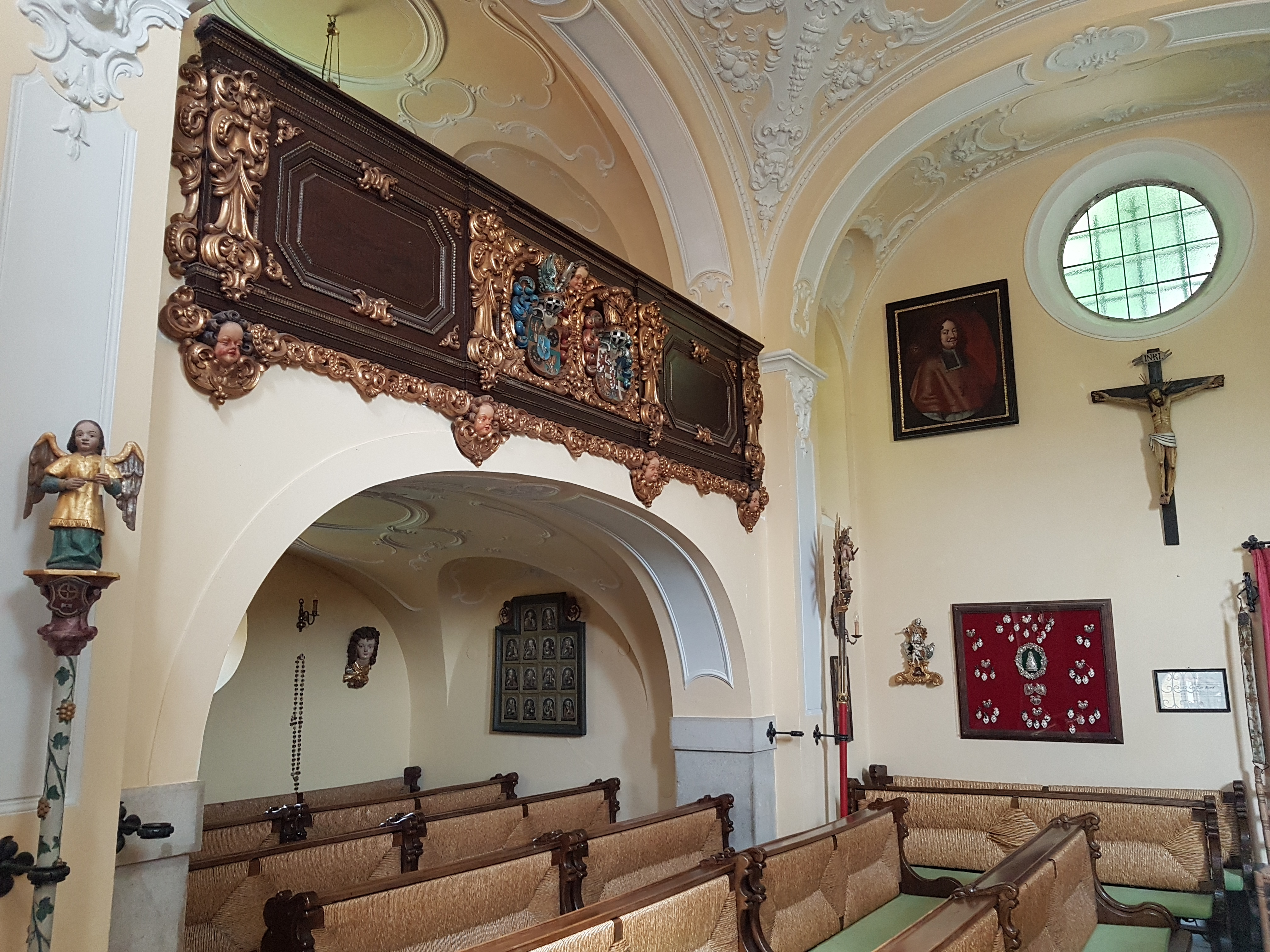
Interno della cappella gentilizia

È storicamente noto Reinprecht von Glanegg, morto nel 1279, che potrebbe essere appartenuto all'omonima famiglia della Carinzia ma sembra che castello non sia legato a questa persona. Il nome Glanegg, che poi venne utilizzato per l'edificio e per la località, deriva dal Glanbach, piccolo torrente che scorre nelle vicinanze e sfocia nel Salzach. Appare però del tutto possibile che esistesse già una fortificazione in legno sul sito nel X secolo e il castello venne probabilmente edificato per volontà dell'arcidiocesi di Salisburgo che intendeva così avere una sede fortificata per proteggersi dagli attacchi di Berchtesgaden e mettere in sicurezza la strada che portava in Baviera controllando così il traffico commerciale e porre fine al contrabbando di sale. Intorno al 1350 Glanegg venne citata come sede arcivescovile e per molto tempo vi risiedette un tribunale che estendeva la sua giurisdizione alle località su entrambi i lati del Salzach. All'inizio del XVI secolo, sotto l'arcivescovo Leonhard von Keutschach, il complesso risultò minacciato di degrado e fu necessario provvedere ad un importante restauro che gli conferì le forme che ci sono pervenute di castello a torre, come altri presenti nella provincia di Salisburgo vicino a Fuschl e Goldenstein. Durante il periodo del vescovato di Paride Lodron divenne parte di una linea difensiva per proteggere l'entroterra della città di Salisburgo. Nel 1578 fu riparata la torre della prigione che un sacerdote prigioniero aveva quasi demolito. Il custode dal 1609 risultò risiedere nel paese e quasi certamente attorno al 1612 il castello era già inabitabile. L'arcivescovo Markus Sittikus von Hohenems deliberò per un nuovo e completo restauro e in seguito venne impiegato come residenza di caccia. Nel 1636 il tribunale fu definitivamente trasferito a Hellbrunn e tra il 1763 e il 1787 fu preso in affitto, col relativo terreno di caccia, dal decano della cattedrale e vescovo di Chiemsee, Ferdinand Christoph von Zeil. Dopo la secolarizzazione avvenuta all'inizio del XIX secolo il castello venne acquistato dall'elettore Ferdinando di Baviera e in seguito il suo governo lo cedette, nel 1812, al medico Franz de Paula Storch che fece costruire la cappella gentilizia ai piedi della collina sulla quale stava il castello. Nel 1849 la vedova lo vendette al conte Alois Arco-Steppberg che a sua volta, tre anni dopo, lo vendette al direttore delle poste di Hüttau, Alois Perwein. Seguirono altri passaggi di proprietà e così passò alla famiglia Klusemann nel 1872 e infine, nel 1896, al barone Franz von Mayr-Melnhof e da allora la famiglia von Mayr-Melnhof ne ha mantenuto la proprietà. Gli ultimi importanti interventi alla struttura sono stati realizzati tra il 1920 e il 1923 quando vari ambienti interni furono ampliati e i suoi arredi furono rinnovati.

## Descrizione
Il castello di Glanegg si trova sulla sommità di una collina isolata nell'omonima frazione del comune austriaco di Grödig nel Distretto di Salzburg-Umgebung appartenente al Land Salisburghese. È collegato alla città di Salisburgo da un viale lungo 7 km all'interno di un ampio parco paesaggistico che comprende anche la cappella ai piedi della collina. L'edificio ha l'aspetto di una torre di grandi dimensioni, forma tipica dei castelli di Salisburgo del XVI e XVII secolo. La costruzione è per lo più in mattoni, intonacata e tinteggiata di giallo chiaro. Originariamente aveva tre piani ma nel 1920 venne ampliato grazie alla rimozione del precedente tetto per arrivare ai cinque piani recenti. La facciata ovest dell'edificio principale è caratterizzata dall'imponente torre sporgente che si appoggia su due pilastri sotto la quale si trova il portale di accesso con cornice rustica in marmo sopra la quale si conserva lo stemma in marmo dell'arcivescovo Markus Sittikus. Le finestre hanno cornici piane e i piani inferiori hanno pesanti volte gotiche. I singoli piani sono collegato da una scala a chiocciola. Le camere ai piani superiori sono accessibili da un corridoio centrale e i telai delle porte sono per lo più ricoperti di marmo Untersberg. Sul lato sud si affaccia una terrazza con giardino. Le strutture nelle ali ovest e nord risalgono al XVI secolo ma entrambe sono state ricostruite più volte. La torre della porta nord-orientale reca lo stemma dell'arcivescovo Max Gandolf, conte di Kuenburg. Nel cortile si trova la fontana risalente al 1924 arricchita dalla statua marmorea raffigurante San Ruperto. Il castello e la tenuta sono proprietà privata della famiglia Mayr Melnhof e il palazzo non è visitabile. Durante il periodo natalizio nel cortile vi si tengono le tipiche manifestazioni dell'Avvento e l'accesso al pubblico è aperto.

### Bene architettonico tutelato
Il castello di Glanegg in Austria è un bene sottoposto a tutela artistica col numero 11834.